# Копренцка, Джелаль Сами
Джелаль Сами Копренцка (алб. Xhelal Sami Koprencka; 1932, Копренцка, Скрапари, Албанское королевство —1979, тюрьма Спач, НСРА) — албанский диссидент-интеллектуал и политзаключённый, националист и антикоммунист. В 1979 обвинён в создании подпольной организации и антиправительственном заговоре в тюрьме Спач. Приговорён к смертной казни и расстрелян.

## Происхождение, работа, взгляды
Родился в родовом селении Копренцка. Семейство Копренцка принадлежало к мусульманской родовой аристократии Скрапари. Сами Копренцка, отец Джелаля, был предпринимателем, владельцем водяной мельницы. Дед — Джелаль Копренцка-старший — известный общественный деятель национал-патриотического направления, один из авторов Декларации независимости Албании.
Начальную школу Джелаль окончил в Корче. До 1951 продолжал образование в Тиране. Затем вместе с сестрой Лири жил в Шкодере. Работал по техническим специальностям, сантехником и строителем.
С ранней юности Джелаль Копренцка придерживался националистических взглядов в духе своего деда. Был сторонником независимой республиканской Албании, убеждённым антикоммунистом, противником режима Энвера Ходжи и правящей компартии АПТ. Этому способствовали репрессии Сигурими против его родителей. В то же время информации о причастности Копренцки к антикоммунистическому подполью в источниках отсутствует. Свои позиции он выражал в частных беседах и интеллектуальных изысканиях.

## Аресты и тюрьмы
В 1957 Джелаль Копренцка был арестован Сигурими за «выражение мыслей о побеге за границу». Шкодерский суд приговорил его к 7,5 годам заключения, затем суд Тираны ужесточил наказание до пожизненного. Однако уже в 1963 Копренцка был освобождён.
Вернувшись в Шкодер, Джелаль Копренцка поступил на работу в строительный кооператив. В 1967 он снова был арестован — теперь за «растрату социалистической собственности» — и приговорён к 20 годам тюрьмы. Первые годы срока отбывал в Тиране. Выучил итальянский язык, занимался переводами материалов для МВД. В 1973 был переведён в тюрьму Бельша, в 1975 — Саранды.
Даже в заключении Джелаль Копренцка не скрывал своих оппозиционных взглядов. Политику Ходжи он считал разрушительной для страны. В 1976 он был арестован в сарандской тюрьме за «антипартийную агитацию и пропаганду» (статья 55 Уголовного кодекса НРА; аналог советской 58-10), приговорён дополнительно к 10 годам и в 1977 переведён в тюрьму Спач, на более жёсткие условия содержания.

## В тюрьме Спач

### Позиция
В 1978 Джелаль Копренцка написал аналитическую записку, предположительно адресованную партийно-государственному руководству Албании. Он критиковал решение Ходжи о разрыве с Китаем, выступал за сотрудничество с КНР как великой державой, способной оказывать Албании реальную поддержку. Как раз в то время Дэн Сяопин приступал к своим крупномасштабным реформам.
Записка не была отправлена, но стала поводом для очередного обвинения. 2 ноября 1978 Копренцка вновь был арестован и приговорён к 10 годам заключения. 5 февраля 1979 за «агитацию и пропаганду» ему было добавлено ещё 25 лет. Таким образом, в общей сложности Джелаль Копренцка имел 65-летний срок (не считая отбытых 6 лет).

### Обвинения
К тому времени прошло немногим более пяти лет с крупного восстания заключённых Спача. Традиция бунта под антикоммунистическими лозунгами хранилась в среде албанских заключённых. Почти все из примерно тысячи заключённых Спача были осуждены по политическим статьям (чаще всего «пропаганда и агитация» либо «подготовка побега за границу»).
По данным Сигурими, к 1979 году в Спаче сформировалась подпольная Националистическая организация. Во главе этой группы якобы стоял Копренцка. По версии следствия, подпольщики планировали поднять новое восстание заключённых, захватить территорию тюрьмы, распространить мятеж по стране и свергнуть власть АПТ.
При этом националисты якобы рассчитывали на военно-политическую поддержку Америки, Китая и Югославии. Один из вариантов предполагал приглашение на переговоры членов Политбюро ЦК АПТ и захват их с помощью югославских войск.

## Казнь
23 февраля 1979 Сигурими вновь арестовала Джелаля Копренцку и одиннадцать его сторонников. Они были помещены в специальные внутритюремные изоляторы.
Вместе с националистами Сигурими арестовала в Спаче заключённых другой оппозиционной группы — «ревизионистской»: журналистов Фадиля Кокомани и Вангеля Лежо. Идеологически они стояли на принципиально иных позициях — Октябрьской революции, «подлинного большевизма», дружбы с Советским Союзом, олицетворением которого для них являлись Никита Хрущёв и XX съезд КПСС. Идеологически националисты и «ревизионисты» сильно различались, но задачи текущей борьбы понимали сходным образом.
На суде Джелаль Копренцка вновь выразил свои национал-патриотические и антикоммунистические взгляды. Однако обвинение в планировании захвата Политбюро назвал «просто фантазией» следователей. 9 мая 1979 суд приговорил его к смертной казни. Приговор Копренцка охарактеризовал как вынесенный «не именем народа, а во имя врагов народа». 
28 мая 1979 Джелаль Копренцка был расстрелян в возрасте 47 лет. Вместе с ним казнены Фадиль Кокомани и Вангель Лежо.

## Память
После падения коммунистического режима в Албании Джелаль Копренцка был реабилитирован. В 1994 президент Албании Сали Бериша причислил его к «мученикам демократии».
29 мая 2019 в мемориальном центре бывшей тюрьмы Спач прошёл литературно-музыкальный вечер памяти Джелаля Копренцки, Фадиля Кокомани, Вангьеля Лежо. Участвовали бывший заключённый Спача писатель и правозащитник Фатос Лубонья, директор Института изучения преступлений коммунизма Агрон Туфа, министр культуры Албании Эльва Маргарити, посол Австрии в Албании Йохан Саттлер.